# Норев, Пётр Петрович
Пётр Петро́вич Но́рев (Но́ров) (1815—1858) — архитектор и писатель, академик архитектуры Императорской Академии художеств.

## Биография
Воспитанник (с 9-и летнего возраста) и ученик Императорской Академии художеств (1824–1836).
По окончании курса наук в Академии художеств (1836), служил архитектором в нескольких ведомствах и в то же время занимался собиранием материалов по истории изящных искусств, печатая свои статьи в разных периодических изданиях и чаще всего в журнале Фишера «Памятники искусств», в приложении к которому напечатал «Алфавитный указатель» всем предметами Академического музея. С 1846 г. служил на Кавказе, где занимался изучением местной архитектуры (часть его рисунков, по желанию наместника, хранился в Академии художеств). Много писал в «Архитектурном Вестнике».